# Lijst van nummer 1-hits in de Graadmeter in 2012
Deze lijst bevat de nummer 1-hits in de Graadmeter van Pinguin Radio in 2012. De posities in de Graadmeter zijn negatief; het gaat hier dus eigenlijk om de nummer -1-hits.
| Datum        | Artiest                         | Titel                                                 |
| ------------ | ------------------------------- | ----------------------------------------------------- |
| 1 januari    | Band of Skulls                  | The devil takes care of his own                       |
| 8 januari    | The Maccabees                   | Pelican                                               |
| 15 januari   | The Maccabees                   | Pelican                                               |
| 22 januari   | The Maccabees                   | Pelican                                               |
| 29 januari   | Go Back to the Zoo              | What if                                               |
| 5 februari   | The Shins                       | Simple song                                           |
| 12 februari  | The Shins                       | Simple song                                           |
| 19 februari  | Tribes                          | We were children                                      |
| 26 februari  | The Minutes                     | Black keys                                            |
| 4 maart      | The Minutes                     | Black keys                                            |
| 11 maart     | Django Django                   | Default                                               |
| 18 maart     | Django Django                   | Default                                               |
| 25 maart     | We Are Augustines               | Chapel song                                           |
| 1 april      | Alabama Shakes                  | Hold on                                               |
| 8 april      | Alabama Shakes                  | Hold on                                               |
| 15 april     | Alabama Shakes                  | Hold on                                               |
| 22 april     | Alabama Shakes                  | Hold on                                               |
| 29 april     | Cloud Nothings                  | Stay useless                                          |
| 6 mei        | Cloud Nothings                  | Stay useless                                          |
| 13 mei       | Jack White                      | Sixteen saltines                                      |
| 20 mei       | Jack White                      | Sixteen saltines                                      |
| 27 mei       | Woodkid                         | Run boy run                                           |
| 3 juni       | Woodkid                         | Run boy run                                           |
| 10 juni      | Woodkid                         | Run boy run                                           |
| 17 juni      | Bombay Show Pig                 | Shackles and chains                                   |
| 24 juni      | Bombay Show Pig                 | Shackles and chains                                   |
| 1 juli       | alt-J                           | Breezeblocks                                          |
| 8 juli       | alt-J                           | Breezeblocks                                          |
| 15 juli      | King Charles ft. Mumford & Sons | The brightest lights                                  |
| 22 juli      | Blur                            | Under the westway                                     |
| 29 juli      | The Vaccines                    | No hope                                               |
| 5 augustus   | The Vaccines                    | No hope                                               |
| 12 augustus  | The Vaccines                    | No hope                                               |
| 19 augustus  | The Last Bison                  | Switzerland                                           |
| 26 augustus  | The Last Bison                  | Switzerland                                           |
| 2 september  | British India                   | I can make you love me                                |
| 9 september  | British India                   | I can make you love me                                |
| 16 september | British India                   | I can make you love me                                |
| 23 september | Muse                            | Madness                                               |
| 30 september | The Vaccines                    | Teenage icon                                          |
| 7 oktober    | Jake Bugg                       | Lightning bolt                                        |
| 14 oktober   | Jake Bugg                       | Lightning bolt                                        |
| 21 oktober   | Elementary Penguins             | Everybody knows my name especially on the dance floor |
| 28 oktober   | Jake Bugg                       | Lightning bolt                                        |
| 4 november   | Andy Burrows                    | Because I know that I can                             |
| 11 november  | Andy Burrows                    | Because I know that I can                             |
| 18 november  | Foals                           | Inhaler                                               |
| 25 november  | Foals                           | Inhaler                                               |
| 2 december   | Foals                           | Inhaler                                               |
| 9 december   | Jake Bugg                       | Two fingers                                           |
| 16 december  | Jake Bugg                       | Two fingers                                           |
| 23 december  | Villagers                       | Nothing arrived                                       |